# Грехов, Михаил Александрович
Михаил Александрович Грехов (1901—1971) — полковник Советской Армии, участник Гражданской, советско-финской и Великой Отечественной войн, Герой Советского Союза (31.05.1945).

## Биография
Михаил Грехов родился 7 сентября 1901 года в Санкт-Петербурге в рабочей семье. Окончил восемь классов средней школы. В 1918 году Грехов был призван на службу в Рабоче-крестьянскую Красную Армию. Участвовал в Гражданской войне. В 1925 году окончил Киевскую объединённую военную школу. 
В период массовых репрессий в РККА начальник артиллерии 21-го стрелкового полка 7-й стрелковой дивизии Киевского военного округа капитан М. А. Грехов в 1938 году был уволен из армии и арестован. Восстановлен в 1939 году при пересмотре части дел в отношении ряда репрессированных.
Принимал участие в советско-финской войне. 
С июня 1941 года — на фронтах Великой Отечественной войны. К апрелю 1945 года полковник Михаил Грехов командовал 198-й лёгкой артиллерийской бригадой 2-й гвардейской танковой армии 1-го Белорусского фронта. Отличился во время штурма Берлина.
За период с 14 апреля по 2 мая 1945 года, взаимодействуя с наступающими советскими частями, бригада уничтожила более 20 артиллерийских и миномётных батарей, 68 пулемётных гнёзд, 6 дотов и большое количество солдат и офицеров противника.
Указом Президиума Верховного Совета СССР от 31 мая 1945 года за «мужество и героизм, проявленные в боях за Берлин и умелое командование артиллерийской бригадой» полковник Михаил Грехов был удостоен высокого звания Героя Советского Союза с вручением ордена Ленина и медали «Золотая Звезда» за номером 6747.
В 1947 году Грехов вышел в отставку. Проживал и работал в Киеве. Умер 16 ноября 1971 года, похоронен на Зверинецком кладбище Киева.
Был награждён двумя орденами Ленина, двумя орденами Красного Знамени, орденом Суворова 2-й степени, а также рядом медалей, и  орденом Британской Империи 3-й степени в 1944 году.